# وان ولیت (میسیسیپی)
وان ولیت، میسیسیپی (به انگلیسی: Van Vleet, Mississippi) یک منطقهٔ مسکونی در ایالات متحده آمریکا است که در شهرستان چیکاسو، میسیسیپی واقع شده‌است.

## خصوصیات
وان ولیت ۱۱۴٫۹۱ متر بالاتر از سطح دریا واقع شده‌است.